# Serge le lama
Serge le lama (né le 29 juin 2005 à Saint-Nazaire et mort en 2020) est un lama blanc du cirque franco-italien de John Beautour. Nommé d'après le chanteur français Serge Lama, il est l'objet d'un « phénomène Internet » en 2013 après son vol par des étudiants ivres qui l'ont fait monter dans le tramway bordelais.

## Biographie

### Origine
Serge le lama est né le 29 juin 2005 à Saint-Nazaire, il a été nommé d'après le chanteur français Serge Lama.

### Vol du lama
Jeudi 31 octobre 2013, à Bordeaux, au matin, avant l'aube, cinq jeunes qui sortaient d'une discothèque des Bassins à flot dans le quartier de Bacalan ont déambulé jusqu'à la rue Lucien-Faure où s'était installé le cirque franco-italien. En état d'ivresse plus que manifeste, ils ont aperçu une cage dans laquelle étaient enfermés plusieurs animaux. Ils ont libéré un lama (dont ils apprendront plus tard qu'il était baptisé « Serge »), le faisant sortir de la cage en le tirant par la corde qu'il avait autour du cou. 
Ils l’ont surnommé Kuzco, personnage tiré du dessin animé Kuzco, l'empereur mégalo qui se transformait en lama.
De la rue Lucien-Faure, où se trouvait le cirque, le groupe a rejoint la station de tramway Bassins à flot. 
À l'arrivée du tramway, le lama « est monté sans problème, vraiment très simplement », raconte un autre membre du groupe sur BFM TV.
Le conducteur, à la vue de cet étrange passager, décide d’arrêter son véhicule et des agents de sécurité viennent s’occuper de Serge, qui finit attaché à une barrière le temps que son propriétaire, son dresseur, le directeur du cirque, John Beautour, vienne le chercher. 
Les cinq jeunes passent eux par l’étape garde à vue avant d’être relâchés.
Repris par les médias locaux tel que le journal Sud Ouest, la chaine TV7 Bordeaux, France 3 Aquitaine, puis relayé au niveau national par Le Parisien, mais aussi les chaines d'information telles que TF1, France 2, BFM TV, Itélé, l'histoire sera rapidement mentionnée dans la presse étrangère, notamment les journaux anglais The Telegraph, The Independent ou The Guardian.
Il meurt de vieillesse à l'été 2020.

## Célébrité

### Réaction du chanteur Serge Lama
Interrogé par Le Parisien le 1er novembre 2013, le chanteur Serge Lama a expliqué s'être « bien marré » en lisant les aventures nocturnes de son homonyme.

### Détournements publicitaires
Amusé un temps par ce buzz et des détournements, le directeur du cirque s'agace de « l'audace des marques, surtout des grosses enseignes, qui profitent de cette notoriété pour se faire de la publicité ». 
Il a donc décidé de déposer la marque « Serge le lama » auprès de l'Institut national de la propriété industrielle (INPI), le 6 novembre.

### Médiatisation
- Une page Facebook (Soutien aux 5 Bordelais qui ont promené Serge le lama dans un tramway), qui lui a été dédiée a comptabilisé plus 500 000 likes, soit davantage que les 414 000 likes de la page du président de la République[11].
- Des centaines d'articles lui ont été consacrés dans les journaux en France et à l'étranger[12].
- Il a été invité dans l'émission Le Grand Journal de Canal+ (avec Arnaud Montebourg comme invité) le 13 décembre.  Sébastien Thoen, ancien membre d’Action Discrète, était chargé d’animer la météo et a eu l’idée de faire venir le lama[13].
- Le site de Sud Ouest, qui a révélé l’affaire, a battu son record quotidien de fréquentation, trois jours de suite, entre le jeudi 31 octobre et le samedi 2 novembre.
- Il a donné le coup d'envoi du match de hockey Boxers de Bordeaux -  Mulhouse  le 7 novembre 2013 à la patinoire de Mériadeck[14].
- Il a donné le coup d'envoi du match Girondins de Bordeaux - FC Nantes le 10 novembre 2013[15].
- Il a participé au show Starfloor de Fun Radio au palais omnisports de Paris-Bercy[16].
- Philippe Krier, ancien candidat de la Nouvelle Star, lui a dédié une chanson baptisé « Lamaoutai », parodie de Papaoutai de Stromae, visionnée par plus de 4 millions d'internautes.
- Un jeu d'arcade est sorti sur Android, Serge visits the city.